# Равилова, Оксана Исмаиловна
Оксана Исмаиловна Равилова (род. 20 мая 1967, Мирный, Якутская АССР или Иркутск) — советская и российская конькобежка. Участница зимних Олимпийских игр 1992, 1994 и 1998 годов. Серебряный и бронзовый призёр чемпионатов мира в спринтерском многоборье, 6-кратная рекордсменка страны, 5-кратная чемпионка России и 6-кратная призёр. Заслуженный мастер спорта России (1993).

## Биография
Оксана Равилова родилась в Иркутске, в семье обычных рабочих. Родители работали на мебельной фабрике, папа — шофёром, мама — учётчицей пиломатериалов. Сама Оксана училась в железнодорожной школе № 42 и в 1980 году начала заниматься конькобежным спортом под началом Нины Максимовны Лежениной и Антонины Ильиничны Храмцовой в спортивном обществе "Буревестник". В 16 лет она выполнила норматив мастера спорта.
Вместе с группой она тренировалась на искусственном льду в Свердловске и Киеве, восстановительные сборы проходили на Чёрном море. В январе 1986 года впервые участвовала на чемпионате СССР в спринтерском многоборье и заняла 12-е место. В том же году тренер Оксаны Антонина Храмцова уехала в Москву на ПМЖ — повышать квалификацию и она начала тренироваться у заслуженного тренера России Сергея Аркадьевича Слоева. 
В 1987 году установила рекорд РСФСР на дистанции 1500 метров. В 1988 году Равилова заняла 3-е место на соревнованиях между конькобежцами СССР и ГДР и показала второй результат в мире на дистанции 1000 метров. Через год поднялась на 4-е место в спринте на чемпионате СССР, а в 1990 году стала 5-й в сумме спринта. В 1991 году впервые стала серебряным призёром чемпионата СССР в спринтерском многоборье, выиграла золотую медаль на дистанции 1000 метров и бронзовую на 500 метров.
В том же 1991 году дебютировала на чемпионате мира в спринтерском многоборье в Инцелле, где финишировала на 17-м месте. В 1992 году, уже после распада СССР Оксана Равилова стала чемпионкой СНГ в спринтерском многоборье и заняла 2-е места в забегах на 500 и 1000 метров. В 1993, 1995 и 1996 годах была чемпионкой России в спринтерском многоборье, в 1998 году - серебряным и 2003 году - бронзовым призёром.
В феврале 1992 года в составе Объединённой команды на зимних Олимпийских играх в Альбервиле заняла 16-е место на дистанции 500 метров, показав результат 41,73 секунды и уступив 0,60 секунды завоевавшей золото Бонни Блэйр из США. На дистанции 1000 метров заняла 15-е место с результатом 1 минута 24,14 секунды, уступив 2,24 секунды также победившей Блэйр. В 1993 году на спринтерском чемпионате мира в Сибукаве завоевала бронзовую награду, став первой на дистанции 1000 м.
В 1994 году в составе сборной России на зимних Олимпийских играх в Лиллехаммере заняла 17-е место на дистанции 500 метров с результатом 40,72 сек, уступив 1,47 сек, завоевавшей золото Бонни Блэйр. На дистанции 1000 метров заняла 9-е место с результатом 1.20,82 сек, уступив 2,08 сек, ставшей первой Блэйр. На дистанции 1500 метров заняла 25-е место с результатом 2.08,65 сек, уступив 6,46 сек, завоевавшей золото Эмеше Хуньяди из Австрии. На чемпионате мира в спринтерском многоборью в Калгари заняла 13-е место.
В 1995 году на чемпионате мира в спринтерском многоборью в Милуоки Оксана завоевала серебряную медаль, став второй на дистанциях 500 и 1500 метров, а через год заняла 4-е место. В том же 1996 году она дебютировала на чемпионате мира на отдельных дистанциях в Хамаре, где заняла 6-е место в забеге на 500 метров и 13-е на 1000 метров. В 1997 году стала 8-й на спринтерском 
чемпионате мира в Хамаре. В 1998 году в составе сборной России на зимних Олимпийских играх в Нагано заняла 21-е место на дистанции 500 метров с результатом 1.20,03 сек по сумме двух забегов, уступив 3,43 сек, завоевавшей золото Катрионе Лемэй-Доан из Канады. Оксана продолжала выступать в соревнованиях, как на национальном, так и на международном уровне и 2004 году завершила карьеру.

## Личная жизнь и семья
Оксана Равилова окончила Иркутский государственный педагогический институт с отличием. По окончании спортивной карьеры стала работать детским тренером.. Была членом Общественной палаты Иркутска. В 1986 году познакомилась со своим тренером Сергеем Слоевым. Отношения завязались почти сразу же, но серьёзными, семейными стали только когда родилась дочь Катя в 1999 году, которая в настоящее время выступает за белорусскую сборную в конькобежном спорте. Участница зимних Олимпийских игр 2022 года. Муж — Потапович Андрей Николаевич (рождение 1969) инженер. В настоящее время Оксана Исмаиловна - старший тренер федерации конькобежного спорта Иркутской области, работает в ДЮСШ «Россия».